# キンキサイン
キンキサイン株式会社（Kinkisain Co.,Ltd.）は兵庫県姫路市に本社を置く、清涼飲料水メーカーで、地元では、サインコーヒーの名で知られている。

## 概要
キンキサイン株式会社は1970年に、姫路を代表する飲料会社15社が合併して発足した、近畿サインボトリング協業組合を前身とする清涼飲料水メーカー。発足当時は、瓶コーヒー、サイダー、オレンジジュース、ミルクセーキ等を主に製造していたが、1972年より缶コーヒーの製造を開始、1987年には日本初となる350ml缶コーヒー「デカカンコーヒー」が大ヒットとなり、現在の礎を築いた。
会社ロゴは、SAINの文字にVを加えたもので、SAINブランドの類似商品が出る中で、キンキサイン株式会社独自のブランドを商標登録するために、当時流行していた「サインはV」のコピーから社長が着想して作ったものである。
自社商品の他にも伊藤園やキリンビバレッジなどのために、近畿地方でのOEM供給を行っており、「探偵!ナイトスクープ」（朝日放送テレビ）に「ちゃんこ味風スープ、どすこい（発売はチェリオコーポレーション）」の製造工場として取り上げられたこともある。
現在は缶コーヒーを中心とした缶製品の製造をやめ、主にペットボトル製品及びガラス瓶を生産している。自社商品には、姫路城サイダー、さわやかすだち、緑茶、スポーツドリンクがある。

## 沿革
- 1970年4月 ‐ 近畿サインボトリング協業組合として設立。
- 1972年4月 ‐ 缶入りの「サインコーヒー飲料」及び「サインミルクセーキ」発売。
- 1974年2月 ‐ 東京営業所を開設。
- 1974年2月 ‐ 自動販売機の展開を開始。
- 1976年6月 ‐ 近畿サインボトリング協業組合の事業を引き継ぎ、キンキサインを設立。
- 1980年1月 ‐ Vサインマークを商標登録する。
- 1981年3月 ‐ 缶入り果汁清涼飲料の製造を開始。
- 1987年2月 ‐ 日本初の350gサイズ缶コーヒー「DEKAKAN　COFFEE」を100円で発売。
- 1988年1月 ‐ 缶高速ラインを増設。
- 1989年3月 ‐ ワンウェイ瓶入りコーヒー製造ラインを増設。
- 1996年4月 ‐ ペットボトルラインを増設。
- 1999年10月 ‐ 徳島県勝浦郡に徳島工場を発足。
- 2001年3月 ‐ 徳島工場ペット茶製造ラインを増設。
- 2002年3月 ‐ 徳島工場リターナブル瓶ライン完成。
- 2003年3月 ‐ 本社第二工場完成。
- 2004年6月 ‐ 徳島工場リターナブル瓶でウーロン茶製品の製造開始。
- 2004年10月 ‐ 本社第一工場TEC缶ライン製造開始。
- 2005年10月 ‐ 本社第一工場TEC缶固形物充填（しるこ・コーンスープ）製造開始。
- 2007年12月 ‐ 本社第二工場2号ライン稼働開始。
- 2008年4月 ‐ 缶入り飲料の製造を中止、自社ブランドの缶製品の販売も停止し自販機事業から撤退。

## 事業所
- 本社 ‐ 姫路市豊沢町156番地  姫路アドバンスビル8階
- 本社第二工場 ‐ 兵庫県神崎郡神河町福本767-18
- 徳島工場 ‐ 徳島県勝浦郡勝浦町大字生名字屋敷5
- 千葉工場 ‐ 千葉県香取市与倉812-7
- 東京営業所 ‐ 東京都千代田区神田須田町2丁目6番2号 神田セントラルプラザ1003号

## 取引銀行
- 三菱UFJ銀行 ‐ 姫路支店
- 三井住友銀行 ‐ 姫路支店
- りそな銀行 ‐ 姫路支店
- 但陽信用金庫 ‐ 香呂支店
- 商工中金 ‐ 姫路支店
- 農林漁業金融公庫 ‐ 大阪支店